# Абдуллаев, Насыр Шахпазович
Насыр Шахпазович Абдуллаев (12 августа 1977, Махачкала, Дагестанская АССР, РСФСР, СССР) — российский борец вольного стиля, призёр чемпионатов России.

## Биография
Вольной борьбой занимается с 12 лет. Представляет махачкалинский «Спартак». В июне 2004 года, одолев в схватке за 3 место тувинского борца Биче-оол Буяна, стал бронзовым призёром чемпионата России в Санкт-Петербурге. В 2005 году стал серебряным призёром чемпионата России, проиграв в финале Залимхану Куцаеву.

## Достижения
- Чемпионат России по вольной борьбе 2004 — ;
- Чемпионат России по вольной борьбе 2005 — ;